# Bandera de Artigas (departamento)
La bandera del Departamento de Artigas, Uruguay, utiliza los colores de la Bandera de José Artigas y su autor fue el arquitecto Hugo Ferreira Quirós,[cita requerida] ganador del Concurso patrocinado por la Intendencia de Artigas para su creación.[cita requerida]

## Reglas compositivas
Para el diseño de la bandera del Departamento de Artigas se han tenido en cuenta las siguientes reglas de la  vexilología:
1. Como está concebida para estar en constante movimiento, el diseño presentado es de fácil lectura, simple, simbólico y abstracto.
2. Como la vexilología sólo permite colores primarios, secundarios, blanco y negro, se han elegido azul, rojo y blanco.
3. Se ha tenido en cuenta en el diseño las variables climáticas, en este caso el viento, por lo que en su ausencia igualmente se identificará a la bandera. Esto implica que el hecho notable y más representativo de la bandera está próximo al asta, (Flanco derecho que es a la izquierda del espectador) de modo que cuando no haya viento se la reconozca.

## Composición Sintáctica
De acuerdo con las leyes de división del campo de la vexilología, se diseñó una bandera compuesta, terciada en faja (dividida en 3 partes iguales horizontalmente, aunque la franja superior está esbozada) y con la presencia de un triángulo embrazado desplazado, triángulo ubicado en el flanco diestro del campo. Dentro del triángulo se ubica un óvalo o elipse desplazada hacia arriba de forma que las cuatro franjas azules la atraviesan. 

## Composición Semántica
Teniendo en cuenta que el departamento lleva el nombre del prócer, Gral. José Artigas y que sus habitantes asumen como propia esa identidad artiguista, se tomó como punto de partida la bandera de Artigas, diseñada como bandera terciada en faja, variando la banda diagonal colorada artiguista por otro elemento igualmente simbólico y abstracto. Este objeto es un Triángulo Embrazado Desplazado que simboliza la condición de único departamento que limita con 2 países. Esta peculiaridad de triple frontera se manifiesta en un triángulo colorado que connota el fuego de la intrepidez, a la vez que expresa la alegría de hermanarse con naciones limítrofes. En el interior del triángulo se inscribe un óvalo como abstracción de la riqueza mineral de esta tierra, las piedras preciosas.
En la faja superior se inscriben cuatro pequeñas cintas azules sobre fondo blanco, representativas del pabellón patrio y alude a la marca de la nacionalidad oriental, condición inseparable de la memoria colectiva del pueblo de Artigas.
El fondo blanco simboliza la integridad y la pureza de los habitantes de este lugar geográfico privilegiado.
La franja inferior es de color azul y representa la presencia del agua de los ríos y arroyos artiguenses, fuente conformadora de su idiosincrasia.
- Datos: Q8241583